# ناحیه شیخوپوره
ناحیه شیخوپوره (به انگلیسی: Sheikhupura District) یکی از ناحیه‌های پاکستان در پاکستان است که در پنجاب واقع شده‌است. ناحیه شیخوپوره ۵٬۹۶۰ کیلومتر مربع مساحت و ۳٬۴۶۰٬۴۲۶ نفر جمعیت دارد.